# Woodsball

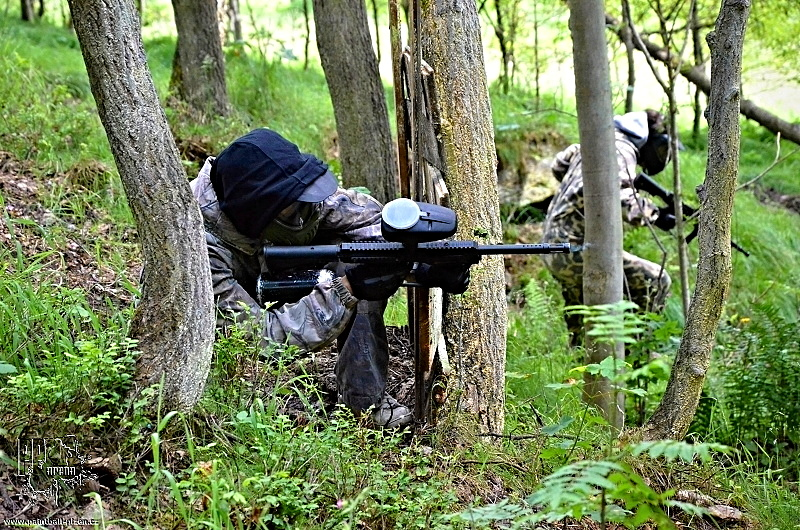
Hráč woodsballu – speciálního typu paintballové hry

Variant jak hrát paintball je dnes mnoho, v základu se dělí paintball na dvě odvětví, a to sportovní paintball a rekreační. Do rekreačního paintballu pak lze řadit pojmy jako military paintball, woodsball, hard core paintball, scenario paintball apod.
Dnes pravděpodobně nejrozšířenější variantou paintballu je woodsball, který se hraje v nejrůznějších prostorách. Na woodsballu lze hrát všechny možné typy her jako je hra o vlajku, tým proti týmu, ale nelze vyloučit i propracované celodenní scénáře. Vše je v rukou organizátorů a hráčů.

## Pravidla woodsballu
Woodsball má základní pravidlo, a to, že se nestřílí úsťovou rychlostí vyšší než 300 fps. Jinak zde neplatí žádná omezení, například množství munice, nebo povinného oblečení či označení hráčů. Základním vybavením každého hráče je ale ochranná maska, která je bezpodmínečně nutná součást vybavení. Bez ní nelze na hřiště ani vstoupit. K hraní woodsballu lze užít jakoukoliv paintballovou zbraň od těch nejlevnějších po ty nejdražší.
Problémem paintballu je totiž obecně celosvětová rozdrobenost pravidel, která kromě sportovního paintballu nejsou nijak určena. Ve sportovním paintballu má každá liga svá stabilní pravidla, dle kterých se hraje a používají se zbraně. Ale woodsball je prostě jenom obecný pojem pro hraní paintballu mimo sportovní hřiště, obvykle v lese – od toho je odvozen název woodsball, neboli lesní paintball. Zde pak je tedy na každém organizátorovi, aby si jasně určil další pravidla hry na svém hřišti, nebo se skupina hráčů domluvila na pravidlech.